# غيفري كاستيليون
غيفري كاستيليون (بالهولندية: Geoffrey Castillion)‏ (25 مايو 1991 بأمستردام في هولندا - ) هو لاعب كرة قدم هولندي في مركز الهجوم. شارك مع منتخب هولندا تحت 17 سنة لكرة القدم ومنتخب هولندا تحت 19 سنة لكرة القدم. أما مع النوادي، فقد لعب مع آر كي سي فالفيك وأياكس أمستردام وإن إي سي نيميخن وجامعة كلوج ونادي دبرتسني ونيو إنجلاند ريفولوشن وهيراكليس ألميلو وشباب أياكس.

## وصلات خارجية
- غيفري كاستيليون على موقع الاتحاد الأوربي (الإنجليزية)
- غيفري كاستيليون على موقع الدوري الأمريكي (الإنجليزية)
- غيفري كاستيليون على موقع قاعدة بيانات كرة القدم.إي يو (الإنجليزية)
- غيفري كاستيليون على موقع Soccerway.com (الإنجليزية)